# 페로시안화 칼륨
페로시안화 칼륨(Potassium ferrocyanide)은 화학식 K4[Fe(CN)6]을 갖는 무기 화합물이다. 배위 화합물 [Fe(CN)6]4−의 포타슘염(칼륨염)이다. 이 염은 레몬색의 노란 단사정계 결정을 이룬다.

## 화학 반응
2 K4[Fe(CN)6] + Cl2 → 2 K3[Fe(CN)6] + 2 KCl

## 구조

### 독성
페로시안화 칼륨은 무독성이며 체내에 시안화물로 분해되지 않는다. 쥐에 대한 독성은 낮으며 치사량은 6400mg/kg이다.

## 같이 보기
- 페리시안화 칼륨